# Не смем да те дирам
Не смем да те дирам је други студијски албум певачице и глумице Снежане Савић. Објављен је 1984. године у издању Југотона као ЛП и касета.

## Песме на албуму
| Бр. | Песма                | Музика             | Текст            | Аранжман           |
| --- | -------------------- | ------------------ | ---------------- | ------------------ |
| 1.  | Не смем да те дирам  | Данило Даниловић   | Радмила Мудринић | Данило Даниловић   |
| 2.  | Дођи у снове моје    | Драган Александрић | Радмила Мудринић | Драган Александрић |
| 3.  | Волим те, сунце моје | Данило Даниловић   | Радмила Мудринић | Данило Даниловић   |
| 4.  | Свирајте ми "Врање"  | Данило Даниловић   | Снежана Савић    | Данило Даниловић   |
| 5.  | Дођи крадом          | Данило Даниловић   | Радмила Мудринић | Данило Даниловић   |
| 6.  | Шапни ми, шапни      | Данило Даниловић   | Радмила Мудринић | Данило Даниловић   |
| 7.  | Где си, љубави моја  | Драган Александрић | Радмила Мудринић | Драган Александрић |
| 8.  | Мој си роб           | Данило Даниловић   | Радмила Мудринић | Данило Даниловић   |
| 9.  | О, љубави            | Данило Даниловић   | Снежана Савић    | Данило Даниловић   |
| 10. | Јање, моје јање      | Данило Даниловић   | Радмила Мудринић | Данило Даниловић   |

## Информације о албуму
- Оркестар Данила Даниловића Данилушке
- Тон-мајстор: Александар Радојичић